# Jacques Robin (réalisateur)
Pour les articles homonymes, voir Robin et Jacques Robin.
Jacques Robin est un directeur de la photographie et réalisateur français, né le 28 mai 1919 dans le 6e arrondissement de Paris et mort le 16 juin 2011 à Rang-du-Fliers,.

## Filmographie sélective

### Directeur de la photographie
- 1952 : L'amour n'est pas un péché de Claude Cariven
- 1959 : La Nuit des espions de Robert Hossein
- 1959 : Les Scélérats, de Robert Hossein
- 1960 : Les Canailles de Maurice Labro
- 1961 : Le Puits aux trois vérités de François Villiers
- 1961 : Le Goût de la violence de Robert Hossein
- 1962 : Rencontres de Philippe Agostini
- 1964 : La Vie à l'envers d'Alain Jessua
- 1967 : Jeu de massacre d'Alain Jessua
- 1968 : Les Jeunes Loups de Marcel Carné
- 1971 : Les Amis de Gérard Blain
- 1973 : Traitement de choc d'Alain Jessua
- 1975 : L'Amour aux trousses de Jean-Marie Pallardy
- 1977 : Monsieur Sade
- 1982 : Chassé-croisé d'Arielle Dombasle

### Réalisateur
- 1964 : Les Pas perdus
- 1977 : Monsieur Sade